# CiteSeerX
CiteSeerx — электронная библиотека и поисковая машина по научным публикациям и препринтам.

## История
Система CiteSeer была разработана в 1997 году тремя сотрудниками фирмы NEC — Стивом Лоренсом, Куртом Боллакером и Ли Гилсом — для индексирования научной литературы и автоматического подсчёта индекса цитирования для количественного определения значимости отдельных публикаций. С 2003 года проект администрируется университетом штата Пенсильвания.
Название проекта является комбинацией английских слов sightseer (турист, «рассматривающий достопримечательности») и cite (цитата). Сегодня библиотека CiteSeer содержит информацию о более 750 тысячах документов в формате HTML, PDF, PostScript.